# Volders
Volders é um município da Áustria, situado no distrito de Innsbruck-Land, no estado do Tirol. Tem 32,13 km² de área e sua população em 2019 foi estimada em 4.443 habitantes.